# Tunisie en avant
Tunisie en avant (arabe : تونس إلى الأمام) est un parti politique tunisien de gauche fondé le 7 mai 2018 par Abid Briki.
Il est membre de l'Union démocratique et sociale, une coalition politique mise en place avant les élections législatives de 2019.

## Résultats électoraux
| Année     | Voix             | %                | Rang             | Sièges  | Gouvernements |
| --------- | ---------------- | ---------------- | ---------------- | ------- | ------------- |
| 2019      | au sein de l'UDS | au sein de l'UDS | au sein de l'UDS | 1 / 217 | Opposition    |
| 2022-2023 |                  |                  |                  | 1 / 154 |               |